# Rob Hall
Rob Hall, MBE (* 14. Januar 1961 in Christchurch; † 11. Mai 1996 am Mount Everest) war ein neuseeländischer Bergsteiger und Unternehmer. Das von ihm 1991 mitgegründete Unternehmen „Adventure Consultants“ bietet seit 1992 kommerzielle Bergsteigertouren auf den Mount Everest an. Hall kam am 11. Mai 1996 beim Unglück am Mount Everest ums Leben.

## Bergsteiger
Hall entstammte einer katholischen Arbeiterfamilie und hatte acht ältere Geschwister. Bereits als Jugendlicher war er begeisterter Bergwanderer. Mit 15 Jahren verließ er 1976 die Schule ohne Abschluss und begann bei dem in Christchurch ansässigen Unternehmen „Alp Sports“, einem Hersteller von Bergsteigerausrüstung, zu arbeiten. Zu dieser Zeit begann er auch mit dem Fels- und Eisklettern in den Neuseeländischen Alpen.
1980 gelang Hall die zweite Besteigung des 6814 Meter hohen Ama Dablam über den Nordgrat, mit 19 Jahren war er damals der jüngste Gipfelbesteiger des auch als „Matterhorn Nepals“ bezeichneten Berges. Im März 1982 gelang Hall die Zweitbesteigung des Numbur (6958 m) über den Südwestgrat.
Seit 1988 fungierte der aus Auckland stammende Gary Ball als Halls Kletterpartner, Ball wurde zudem Halls bester Freund. 1990 gelang beiden die Besteigung des Mount Everest (8848 m). Für Hall war es der dritte Anlauf am höchsten Berg der Welt, für Ball der zweite Versuch. Teilnehmer der Expedition war auch Peter Hillary, der Sohn des Everest-Erstbesteigers Edmund Hillary. Die Besteigung des Everest war für Hall und Ball Anlass, innerhalb der nächsten sieben Monate die weiteren Berge der Seven Summits (nach der Liste von Dick Bass) zu besteigen. Dabei gelang ihnen die Realisierung des selbst gesetzten Zeitfensters äußerst knapp – am 12. Dezember 1990 bestiegen sie nur wenige Stunden vor Ablauf der Frist den Mount Vinson (4892 m).
1992 bestieg Hall den K2 (8611 m) und ein Jahr später erneut den Mount Everest. 1993 war er zudem am Dhaulagiri (8167 m) unterwegs. Bei dieser Expedition starb sein Freund und Kletterpartner Gary Ball an einem Hirnödem. Zusammen mit Ed Viesturs bestieg Hall 1994 den Cho Oyu (8188 m) und den Lhotse (8516 m) sowie erneut den Mount Everest und den K2. Damit war Hall der erste Mensch, dem die Besteigung von vier Achttausendern innerhalb von fünf Monaten gelang.
In den 1990er Jahren war er zudem für das New Zealand Antarctic Research Program tätig. Ihm zu Ehren trägt der Mount Hall im ostantarktischen Viktorialand seinen Namen.

## Expeditionsleiter
1991 gründeten Rob Hall und Gary Ball das Unternehmen Adventure Consultants, um kommerzielle Bergsteigertouren auf den Mount Everest anzubieten. Bereits 1992 führten sie die ersten sechs Kunden auf den höchsten Berg der Erde. Bis 1995 führte Rob Hall 39 Bergsteiger erfolgreich auf den Everest. Damit wies Adventure Consultants eine äußerst erfolgreiche Bilanz auf und bezeichnete sich als weltweit führendes Unternehmen für Everest-Besteigungen. Die Teilnehmer zahlten zuletzt (1996) ca. 65.000 $ für die Besteigung.
Bei der Expedition im Frühjahr 1996 kam es jedoch zur Katastrophe, als mehr als 30 Bergsteiger verschiedener Expeditionen bei dem Versuch, den Gipfel des Mount Everest zu erreichen, von einem Wetterumschwung überrascht wurden. Im Schneesturm starben insgesamt acht Bergsteiger, darunter Hall selbst sowie zwei Kunden (Doug Hansen und Yasuko Namba) und ein weiterer Bergführer (Andrew Harris) von Adventure Consultants.
Hall hatte den Kunden Doug Hansen auf den Gipfel begleitet, beide erreichten ihn jedoch erst lange nach der für eine sichere Rückkehr festgesetzten Umkehrzeit von 14:00 Uhr am Nachmittag des 10. Mai 1996 nach 16:00 Uhr. Im aufkommenden Schneesturm, erschöpft und unterkühlt bei zu Ende gehenden Sauerstoff-Vorräten stürzte Hansen vermutlich beim anschließenden Abstieg am Hillary Step in den Tod. Rob Hall überlebte die Nacht in ca. 8700 m Höhe unterhalb des Südgipfels und starb dort am Abend des 11. Mai 1996. Rettungsversuche waren aufgrund des schlechten Wetters erfolglos geblieben. Die Leiche Halls lag längere Zeit am direkten Aufstieg zum Südgipfel, sie wurde dann vermutlich die Kangshung-Wand hinuntergestoßen.
Obwohl es immer wieder zu Todesfällen bei der Besteigung des Mount Everest kommt, fanden die Ereignisse 1996 weltweite Medienbeachtung, da einerseits mehrere erfahrene Bergführer kommerzieller Expeditionen unter den Opfern waren (darunter auch Scott Fischer) und andererseits einige der Überlebenden in der Folgezeit ihre Erlebnisse veröffentlichten. Bekannt wurden vor allem die Berichte des US-amerikanischen Journalisten Jon Krakauer, der über diese Katastrophe ein Buch verfasste (In eisige Höhen), des britischen Regisseurs Matt Dickinson sowie des kasachischen Bergführers Anatoli Bukrejew. Von den letzten Stunden Halls existiert bei Jon Krakauer ein Bericht, wie mehrere Rettungsversuche scheiterten und Hall sich zuletzt, im Bewusstsein zu sterben, mit einem Satellitentelefonat von seiner Frau verabschiedete.
Angesichts der hohen Opferzahl an einem einzigen Tag wurden nach dem Unglück insbesondere die Vorgehensweisen von kommerziell operierenden Organisationen am Mount Everest in Frage gestellt.

## Privatleben
Hall lernte während der Everest-Expedition 1990 die neuseeländische Ärztin Jan Arnold kennen, die saisonal in einer Klinik in Pheriche (ca. 15 Kilometer südwestlich vom Mount Everest) arbeitete. Die Klinik war auf die Behandlung höhenbedingter Krankheiten spezialisiert. Hall und Arnold heirateten 1992 und bestiegen 1993 zusammen den Mount Everest. Arnold war schwanger, als Hall 1996 am Mount Everest starb. Zwei Monate nach seinem Tod wurde seine Tochter Sarah Arnold-Hall geboren.

## Künstlerische Umsetzungen
- „The Climber“: Song des neuseeländischen Musikers Neil Finn über Rob Halls Sterben[2]